# Estadio Municipal Ángel Navarrete Candia
El Estadio Municipal Ángel Navarrete Candia es un estadio ubicado en la comuna de Limache, provincia del Marga Marga, Chile. Es usado mayormente para la realización de partidos de fútbol. Su nombre es en homenaje a un destacado ciudadano de Limache, originario de España, que desarrolló una importante labor cultural y literaria en la ciudad. Cuenta con una capacidad para 3000 espectadores.
Dispone de camarines para equipos local, visita y árbitros, además de cuatro torres de iluminación para partidos nocturnos. Cuenta además con una segunda cancha para entrenamiento, también empastada y con camarines.
Además posee otras instalaciones, la única pista de motociclismo asfaltada de Chile, con extensión de una milla e instalaciones anexas. Además, cuenta con tres canchas de tenis de cemento, un bochódromo (o cancha para la disputa de bochas, deporte tradicional italiano), canchas de rayuela (deporte típico chileno, que se juega con tejos) y una piscina pequeña, actualmente en desuso.
Actualmente es utilizado por Deportes Limache, actualmente en la Primera División de Chile. Anteriormente fue utilizado por Municipal Limache.
El recinto deportivo municipal se encuentra ubicado en la calle Carelmapu 600, de la ciudad de Limache, Región de Valparaíso, Chile.